# بايانو (لاعب كرة قدم)
بايانو (بالبرتغالية: Fabricio Santos de Jesus‏) هو لاعب كرة قدم برازيلي في مركز الوسط، ولد في 13 يونيو 1992 في كاماكان في البرازيل. شارك مع منتخب البرازيل تحت 15 سنة لكرة القدم. أما مع النوادي، فقد لعب مع نادي فاسكو دا غاما ونادي كوريتيبا ونادي نوفو هامبورغو.

## وصلات خارجية
- بايانو (لاعب كرة قدم) على موقع اتحاد تركيا (لاعب) (الإنجليزية)
- بايانو (لاعب كرة قدم) على موقع قاعدة بيانات كرة القدم.إي يو (الإنجليزية)
- بايانو (لاعب كرة قدم) على موقع Soccerway.com (الإنجليزية)